# كريس إمبي
كريس إمبي (بالإنجليزية: Chris Impey)‏ (و. 1956 – م) هو عالم فلك من المملكة المتحدة .

## التعليم
تعلم في جامعة لندن، وإمبريال كوليدج لندن، وجامعة إدنبرة، وجامعة هاواي

## مناصب وهيئات
أدار جامعة أريزونا، ومعهد كاليفورنيا للتقنية.